# Rydal (Nova Gales do Sul)
Rydal é uma pequena vila rural em Nova Gales do Sul, Austrália.